# 54-й егерский полк
54-й егерский полк

## Формирование полка
Сформирован 4 ноября 1813 г. из Красинского пехотного полка, 30 августа 1815 г. назван 21-м егерским. По упразднении егерских полков 28 января 1833 г. присоединён к Елецкому пехотному полку. В 1863 г. три батальона Елецкого полка пошли на формирование Пензенского пехотного полка, в котором было сохранены старшинство и знаки отличия 21-го (бывшего 54-го) егерского полка.

## Кампании полка
Во время войны 1828—1829 гг. с Турцией 21-й егерский полк, охраняя тыл действующей армии, составлял гарнизоны в Кюстенджи и Гирсово, а в 1831 г. принимал участие в усмирении польского восстания и отличился при штурме Варшавы.

## Знаки отличия полка
При расформировании батальонам 21-го егерского полка для уравнения в правах с батальонами Елецкого полка были пожалованы знаки на головные уборы для нижних чинов с надписью «За Варшаву 25 и 26 августа 1831 года».

## Командиры полка
- 09.01.1816 — 01.01.1819 — полковник Тухолка, Лев Адамович
- 22.01.1819 — 06.12.1826 — подполковник (с 28.01.1822 полковник) Бушен, Христиан Николаевич